# Evoluție (pictură de Mondrian)
Evoluție este o pictură timpurie din 1911 realizată de pictorul neerlandez Piet Mondrian în ulei pe pânză. A fost executată în 1911, după ce artistul a vizitat Parisul. Pictura reprezintă un punct intermediar în călătoria lui Mondrian de la peisajele realiste la abstractizarea radicală. De formă simbolică și cu linii stilizate, acesta a fost ultimul tablou al lui Mondrian în care a pictat o formă umană. La scurt timp după ce Mondrian a finalizat pictura, aceasta a fost expusă ca parte a primei expoziții Moderne Kunstring (Cercul de artă modernă) la Muzeul Stedelijk din Amsterdam.
Lucrarea face parte din colecția Kunstmuseum Den Haag din Haga. A fost împrumutată muzeului din 1955 până în 1971 și a fost în cele din urmă achiziționată de muzeu în 1971, ca parte a unei importante moșteniri de la Sal Slijper.

## Starea picturii
Evoluție este într-o stare extrem de fragilă. Cercetările experților au arătat că „este grav afectată de formarea săpunului cu zinc, care a dus la exfoliere și pierderea vopselei, în special în zonele vopsite în galben cadmiu”.